# Rue d'Arras (Lille)
Pour les articles homonymes, voir Rue d'Arras.
La rue d’Arras est une voie publique urbaine de la commune de Lille, dans le département français du Nord.

## Situation et accès
C’est la plus ancienne, avec la rue de Douai, du quartier de Moulins qu’elle traverse du nord au sud.
La rue reste l’une des plus animées du quartier bien que l’activité commerciale ait décliné.

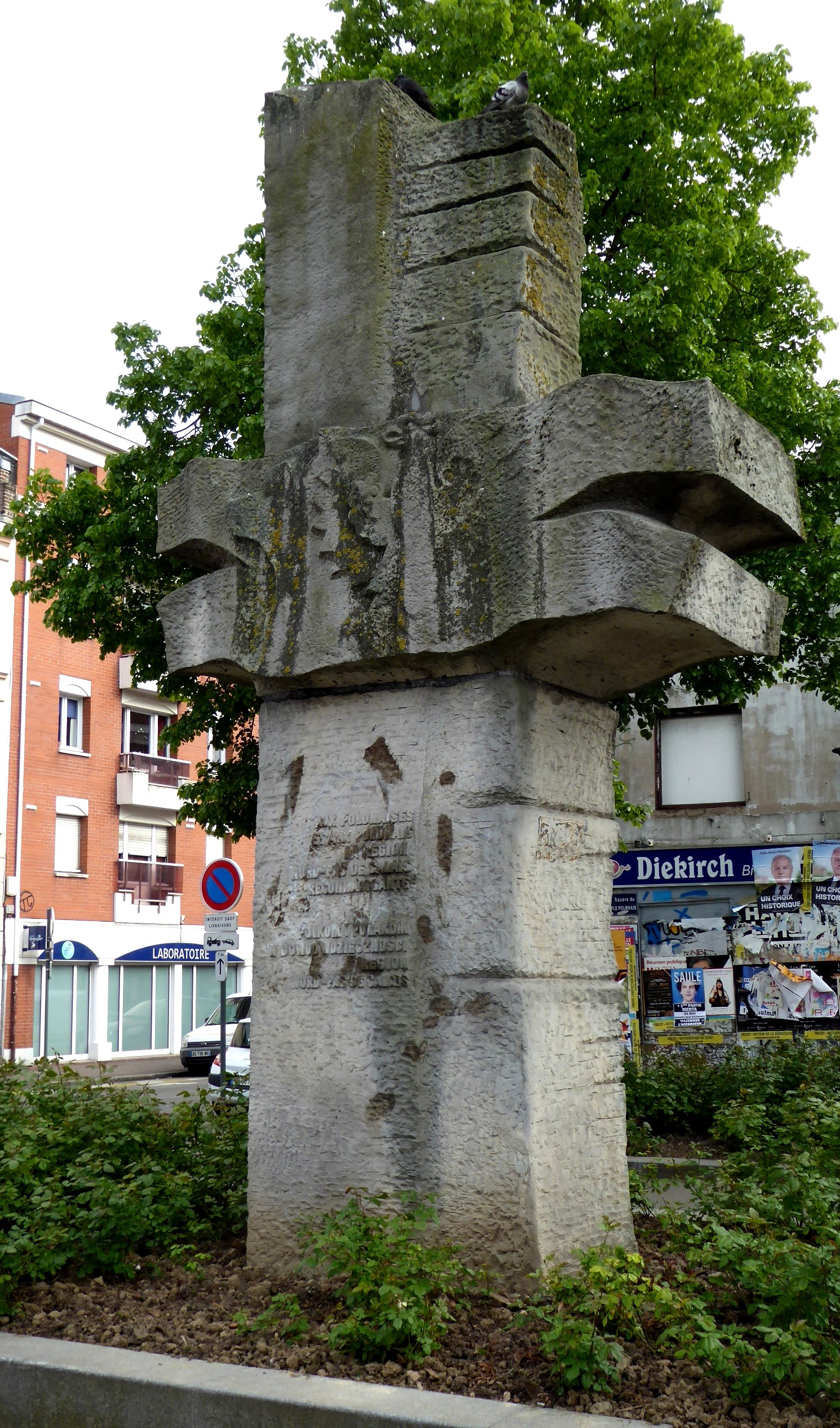
Monument au peuple polonais

La rue d’Arras est orientée nord nord est - sud sud ouest.

Dans le prolongement du grand axe de la rue de Paris, porte de Paris, boulevard Denis Papin et du boulevard Jean-Baptiste-Lebas. La rue d’Arras débute, en léger décalage, au grand carrefour avec le boulevard Victor-Hugo, la rue Barthélémy-Delespaul, la rue Solférino, la rue de Douai et la rue de Cambrai.
Sur le petit terre-plein à droite à l’entrée de la rue, qui accueillait un moulin au XVIIIe siècle puis une station-service au début du XXe siècle sur l’angle avec le boulevard Victor-Hugo, s’élève un monument à la mémoire du peuple polonais comportant l’inscription : aux Polonais et aux polonaises, la région Nord-Pas-de-Calais reconnaissante.

La maison basse à gauche et celles murées sur le trottoir de droite derrière ce monument sont d’anciennes maisons rurales.
Sur le trottoir gauche, 110 mètres au-delà du début de la rue, se situe l’entrée de la Maison Folie Moulins établie dans une ancienne brasserie.

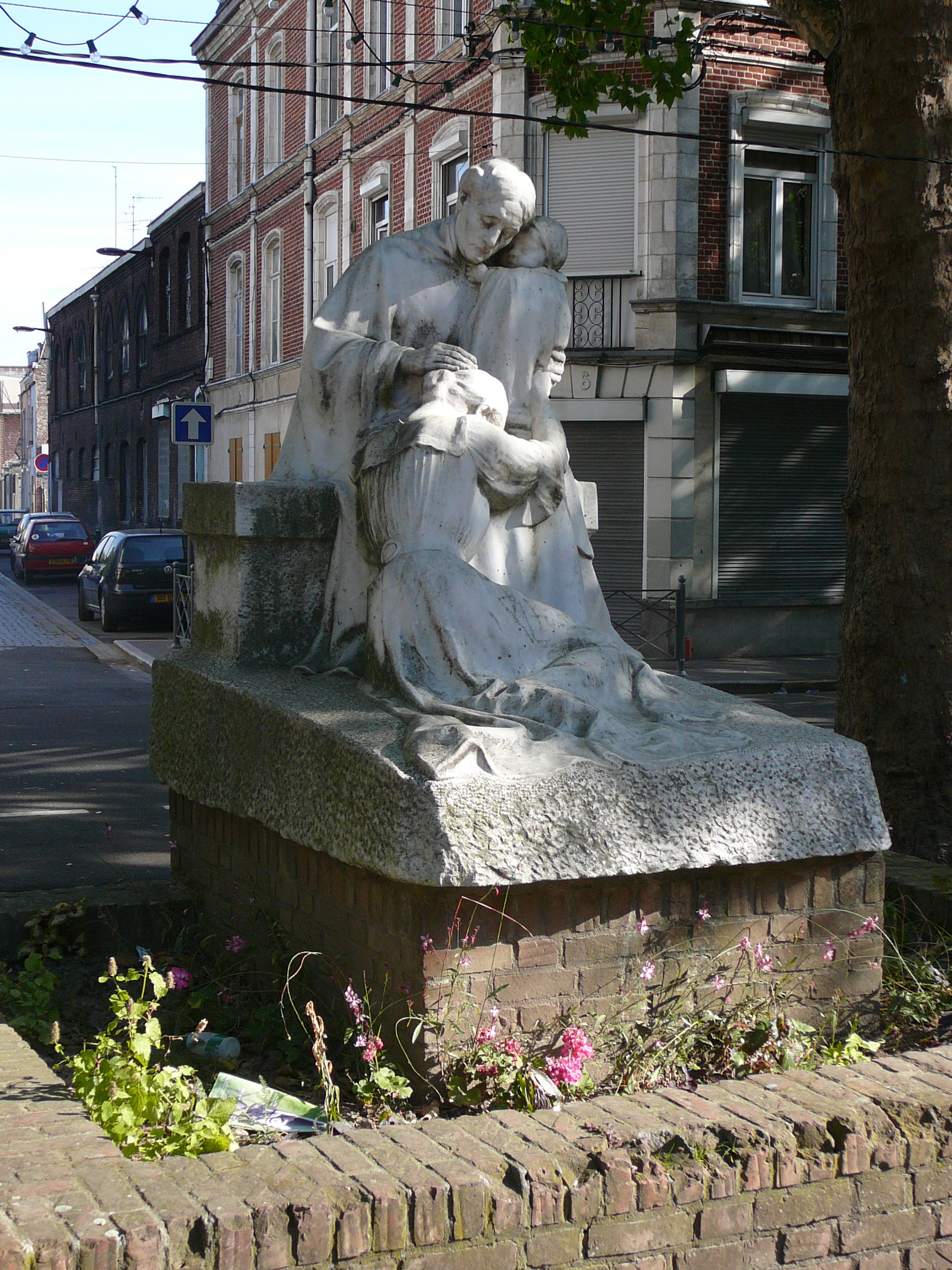
Statue de la place Vanhoenacker « Le pardon »

La rue d’Arras croise à droite la rue de Wazemmes qui conduit à la place de la solidarité au centre du quartier de l'ancienne commune de Wazemmes, à gauche la rue de Fontenoy qui mène à la porte de Douai via la faculté de Droit de l'université Lille 2 établie dans les anciennes usines Le Blan, au-delà, à gauche, la rue de la Plaine avec une ancienne maison rurale à l’angle.
La rue forme le côté gauche de la place Vanhoenacker sur laquelle s’élève la statue Le Pardon du sculpteur Georges Armand Vérez.
La haute façade à gauche surplombant l’entrée d’un supermarché est le seul élément préservé de la Maison du peuple et café de l’Union de Lille.
Le début de la rue de Courmont à gauche forme un angle de la place Vanhoenacker. Cette rue ouverte vers 1840 conduit à la place Déliot (ancienne place de Trévise ou se situait l'église Saint-Vincent-de-Paul jusqu'à sa destruction en 1983). Les matériaux du mur à l’angle de l’Union et de la rue Courmont (alternance de briques et de pierres de Lezennes) sont un vestige d’une ancienne construction témoignant du passé rural de Moulins.
De l’autre côté de la rue Courmont, faisant face à l’ancien bâtiment de l’Union de Lille, la mairie de quartier de Moulins-Lille est installée dans l’ancien hôtel particulier de l’industriel Courmont construit en 1869.

Sur ce trottoir, au-delà de la mairie de quartier, le collège de Lille-Moulins a été construit à l’emplacement d'une ancienne usine.
La rue se termine boulevard d’Alsace, boulevard intérieur qui longeait l’enceinte fortifiée démantelée après 1919. La rue se prolonge par la rue du Faubourg d’Arras après le viaduc du métro.

La rue de Arras est desservie par la station de métro Porte d'Arras.

## Origine du nom
La rue est ainsi dénommée car elle était l'amorce de l'ancienne route de Lille à Arras.

## Historique

### Du Moyen-Âge au milieu duXIXesiècle

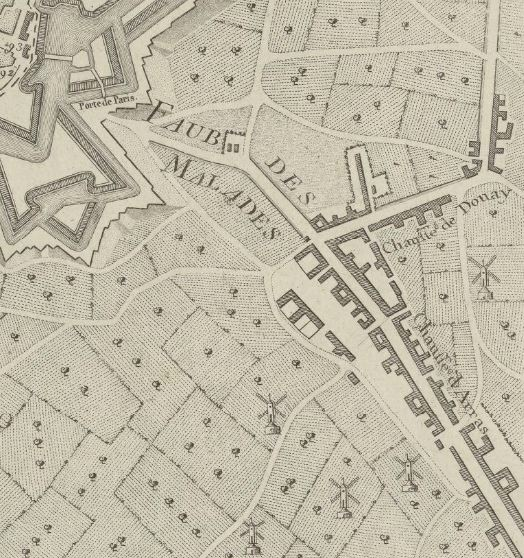
La rue d'Arras sur carte de 1784

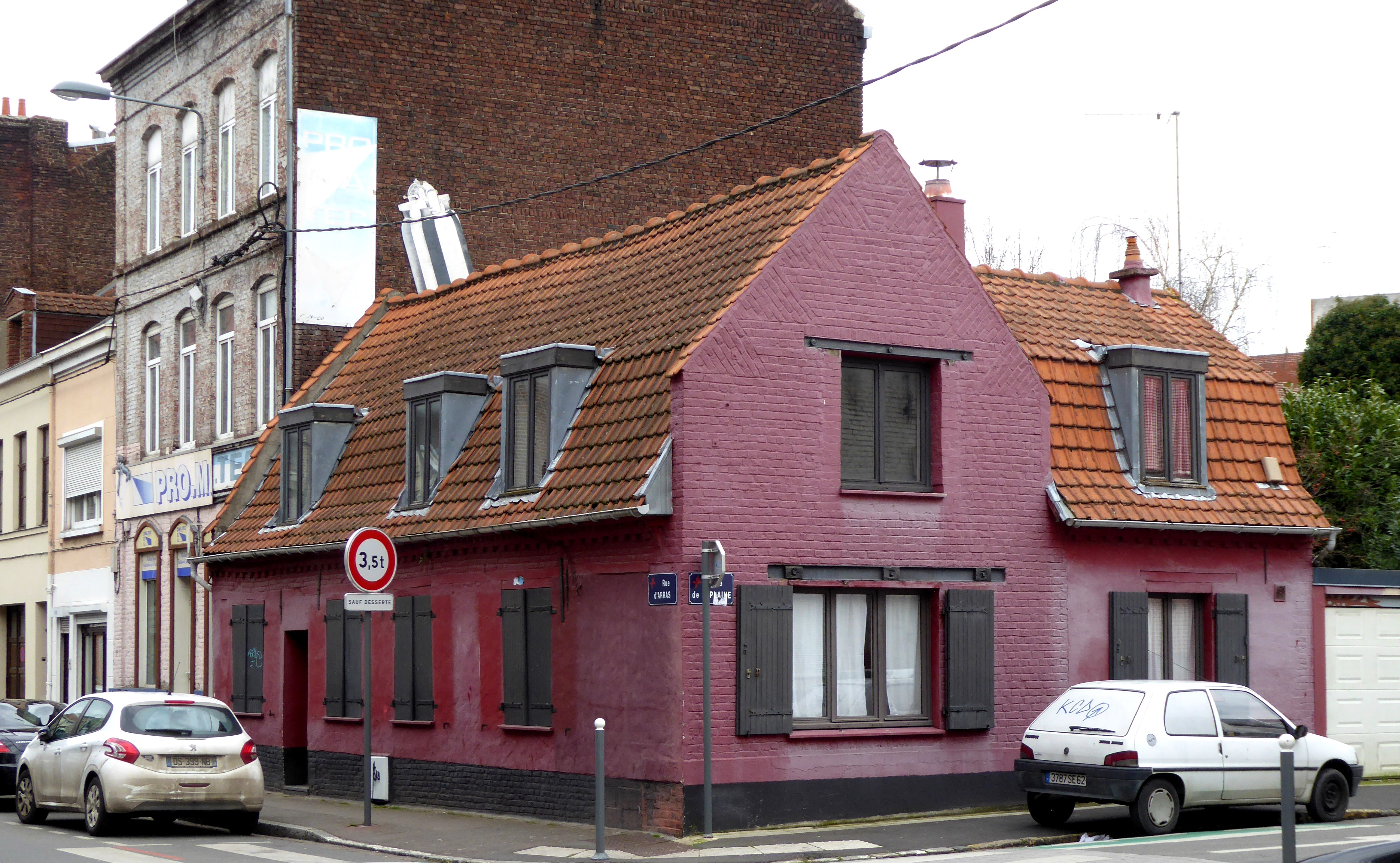
Maison ancienne à l’angle de la rue de la Plaine

La rue d’Arras fait partie du grand axe de communication historique nord-sud de Lille dans le prolongement de la rue des Malades (puis rue de Paris, actuelle rue Pierre-Mauroy) connue depuis l’origine de la ville au XIe siècle. Jusqu’à la création de l’autoroute A1 c’était la principale route de Lille à Arras.
La rue fut également dénommée rue du Faubourg des Malades en raison d’une léproserie créée en par la Comtesse Jeanne. Cette léproserie avec ses dépendances s’étendait sur 5 hectares à l’emplacement de la gare Saint-Sauveur et du boulevard Jean-Baptiste-Lebas fut démolie en 1658. Ses matériaux récupérés furent utilisés pour la construction du bastion de la Noble Tour.
Jusqu’à l’annexion de la commune de Moulins-Lille à la ville de Lille en 1858 et le déplacement de l’enceinte au sud de Moulins, Wazemmes et Esquermes, la route d’Arras traversait l’espace libre de constructions de la zone des fortifications de la porte de Paris jusqu’à l’embranchement avec la rue de Douai actuel début de la rue d'Arras.
Ce tronçon a été englobé par le boulevard d’Italie créé en 1865 lors de l’annexion des communes de Moulins, Wazemmes, Esquermes et Fives à Lille (dénommé ensuite boulevard des Écoles, actuellement boulevard ou parc Jean-Baptiste-Lebas).
Le tronçon nord de la rue d’Arras faisait partie jusqu’au XVIIe siècle avec le début de la rue de Douai jointif et le territoire de l’actuel boulevard Jean-Baptiste-Lebas du fief du petit Billau,.
L'entrée de la rue d'Arras (embranchement avec la rue de Douai était sous l'ancien régime, la limite de la banlieue de la ville de Lille, c'est-à-dire le territoire où les ordonnances des échevins de Lille ne s'appliquaient plus.
Jusqu’à la création de la commune de Moulins en 1833 et le début de l’industrialisation du quartier à la même époque, les habitations du faubourg des Malades se limitaient pour l’essentiel à celles des rues d’Arras et de Douai. Il reste quelques maisons basses, vestiges de ce passé rural.

### Du milieu duXIXesiècleà la fin duXXIesiècle
À partir de la fin des années 1820 et le développement de l'industrie à Moulins, les constructions bordant la rue s'étendent vers le sud.
L'agrandissement de Lille décidé en 1858 avec annexion des communes périphériques dont celle de Moulins  limite la rue d’Arras à la partie de la route ancienne entre le boulevard établi sur l'ancienne zone non constructible (boulevard d'Italie, actuel boulevard Jean-Baptiste-Lebas) et la nouvelle enceinte construite dans les années 1860. La partie de cette route à l'extérieur de cette enceinte jusqu'à la limite entre l'ancienne commune de Moulins et celle de Faches-Thumesnil devient la  rue du Faubourg-d’Arras. Cette rue  s’étend jusqu’à la limite communale de Faches-Thumesnil et de Wattignies (rue d’Haubourdin).  
À partir de la création de la porte d’Arras ouverte en 1863 avec la place Jacques-Febvrier au sud de la zone urbanisée à l'ouest de l'ancien parcours, la rue d’Arras se termine en impasse face à cette enceinte.  Cette porte et cette place se situaient dans le prolongement de la rue d’Artois tracée en ligne droite dans l’espace de l’agrandissement de la ville à partir du chevet de l’église Saint-Michel. À l’extérieur de l’enceinte,  la rue du faubourg d’Arras rejoignait le  tracé direct de l’ancienne route après une courbe dans la zone fortifiée en avant du rempart.
Le parcours direct dans l'axe de la rue d'Arras est rétabli dans le courant des années 1930 après le démantèlement des fortifications et celui en courbe à l’emplacement de la zone des fortifications devient la rue de Jussieu, la rue d’Arras étant prolongée jusqu’à la rencontre de cette rue au départ de la rue du Faubourg d'Arras.
La rue d’Arras était traditionnellement la plus animée du quartier. En 1960, 120 commerces diversifiés étaient en majorité destinés aux besoins quotidiens des habitants (alimentation, droguerie, articles ménagers, etc.). Cette activité a décliné avec disparition de commerces alimentaires en partie compensée par le petit centre commercial installé dans l'ancienne maison du peuple.

## Bâtiments remarquables et lieux de mémoire

### Maison Folie Moulins
La Maison Folie Moulins est installée dans une ancienne brasserie-malterie dont l’origine remonterait au XVIIIe siècle, ce qu’attestent les matériaux du bâtiment de l’ancienne écurie,"rouges barres", alternance de pierres de Lezennes et de briques, forme de construction répandue dans les villages des environs de Lille, antérieure à celle de l’industrialisation du quartier du milieu du XIXe siècle et, par ailleurs, une correspondance du propriétaire de 1992 avec le préfet citée dans le dossier Mérimée.
Elle fut vendue en 1881 par Paul Brale à M. Corman Vandame en 1881.
En 1888 la brasserie qui produisait 22 000 hectolitres en 1891 ferma en 1934. Ses bâtiments désaffectés furent ensuite occupés, en partie, par un marchand de meubles .
Les locaux rénovés pour l’installation de la Maison Folies Moulins au début des années 2000 sont disposés autour d’une cour dont l’entrée est rue d’Arras : atelier de fabrication, logement patronal, germoir sur la rue du Petit-Thouars parallèle à la rue d'Arras. L’ancienne écurie de la brasserie est visible de la rue du Petit-Thouars.

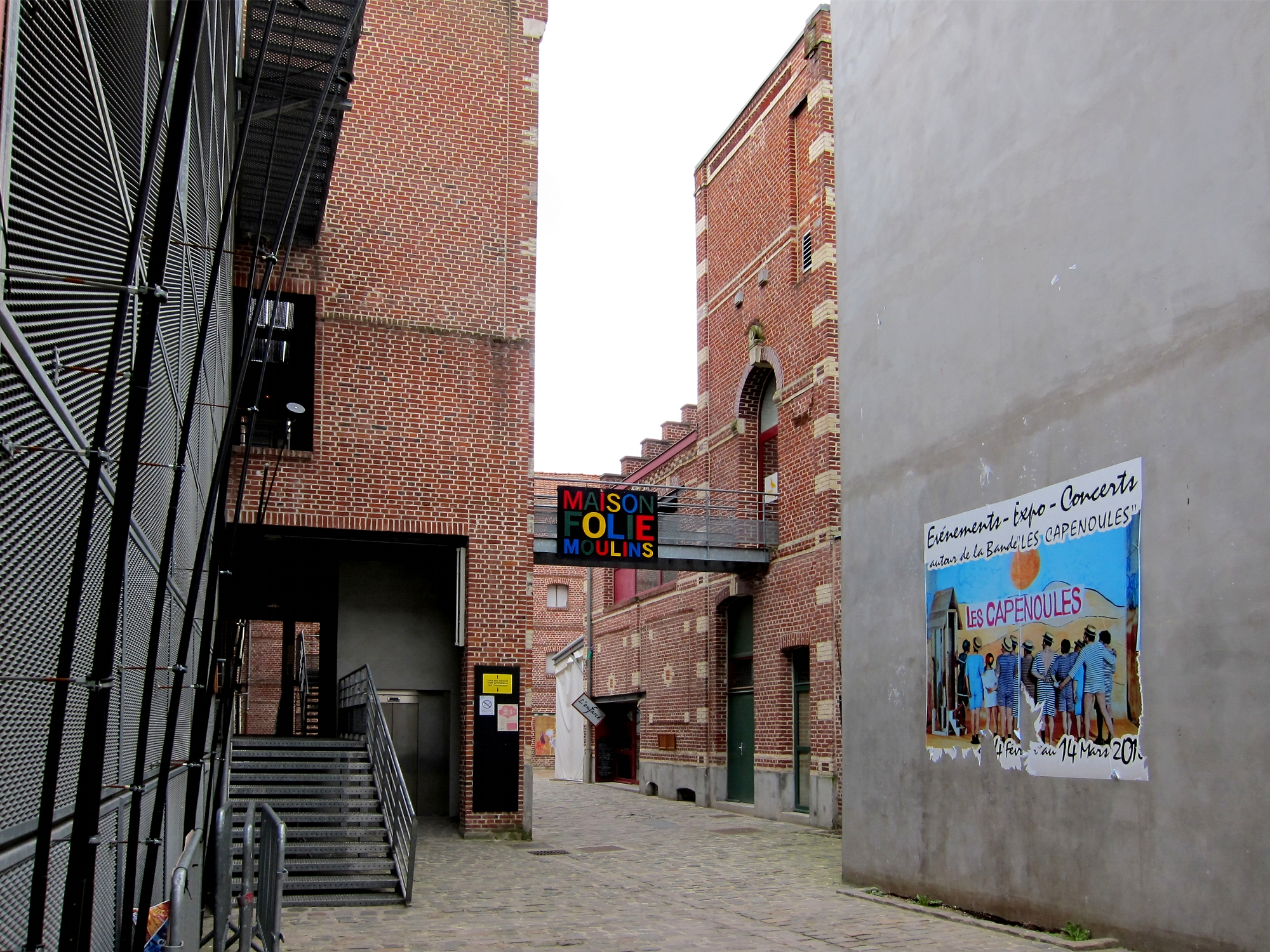
Entrée de la Maison folie de Moulins rue d'Arras
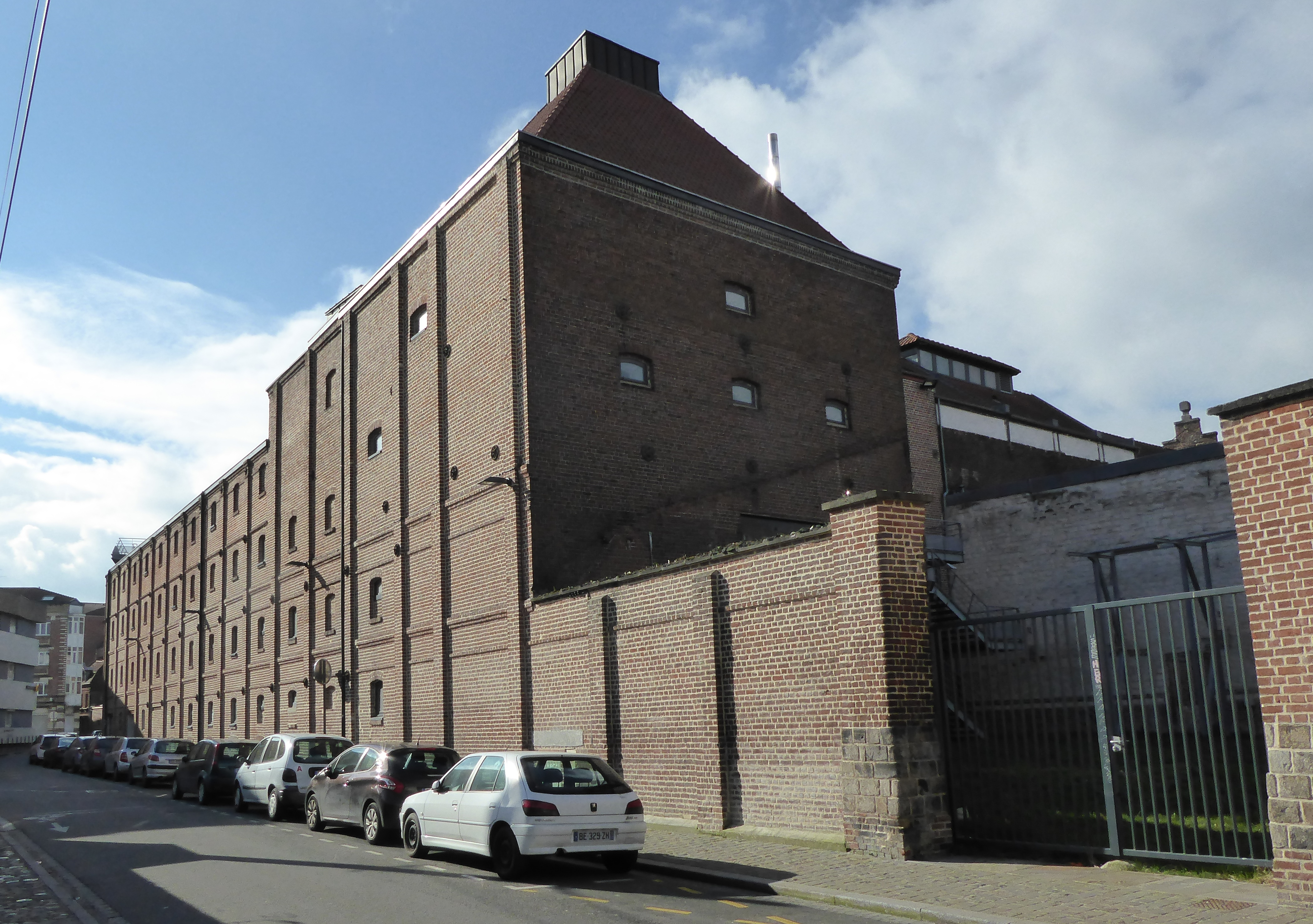
Ancienne brasserie vue de la rue du Petit-Thouars
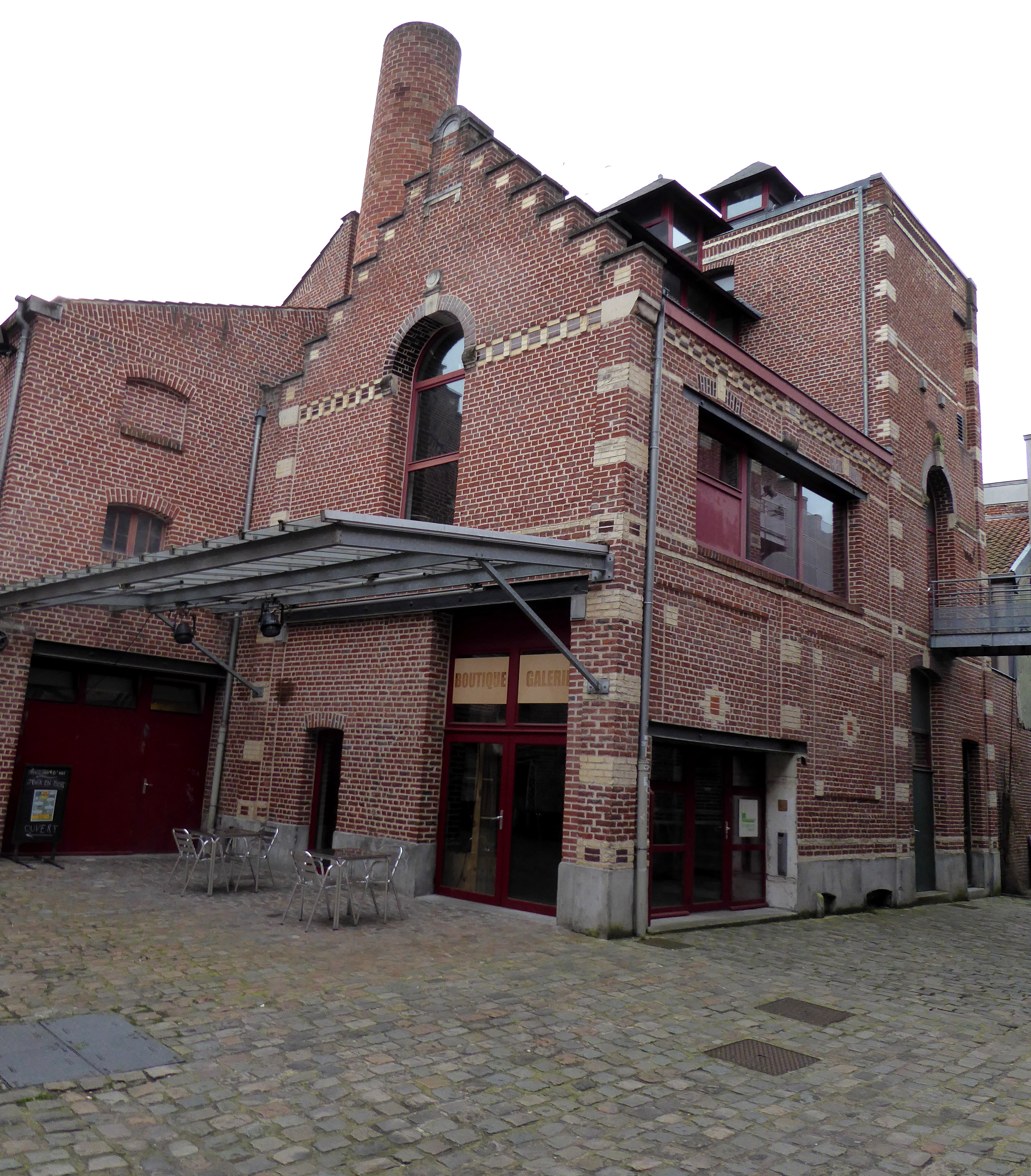
Cour de la Maison Folie Moulins
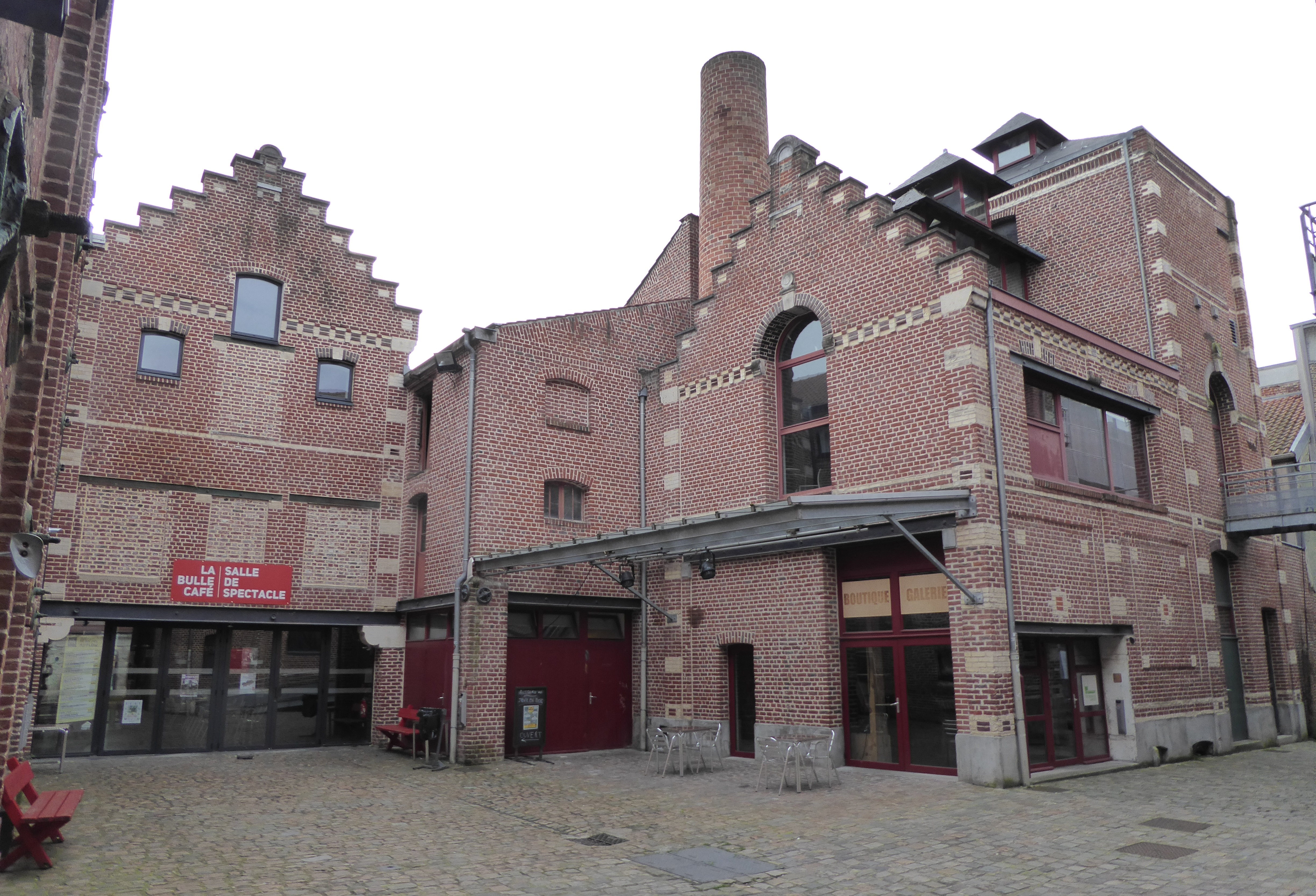
Cour de l'ancienne brasserie

### Ancienne Maison du peuple et café de l’Union de Lille
Le bâtiment de l'Union de Lille, un des premiers en béton armé, fut construit en 1902 sur les plans de l’architecte Armand Lemay par une coopérative ouvrière créée en 1897 qui comptait 5 000 cotisants.
L’ensemble comprenait une salle de spectacles de 2 000 places surplombée d'une coupole de 10 mètres de haut, où se sont tenues des réunions syndicales et politiques, un café, une boulangerie, des magasins, une épicerie, une imprimerie, une bibliothèque,une école de musique et le siège de sociétés de secours mutuels.
La coopérative déclina avec la désindustrialisation du quartier et disparut dans les années 1950. Un cinéma fonctionna jusqu’en 1968.
Derrière la façade, seul élément préservé de l’ensemble, un supermarché, un petit centre commercial au rez-de-chaussée, des appartements aux étages ont pris la place du bâtiment démoli en 1994,,.

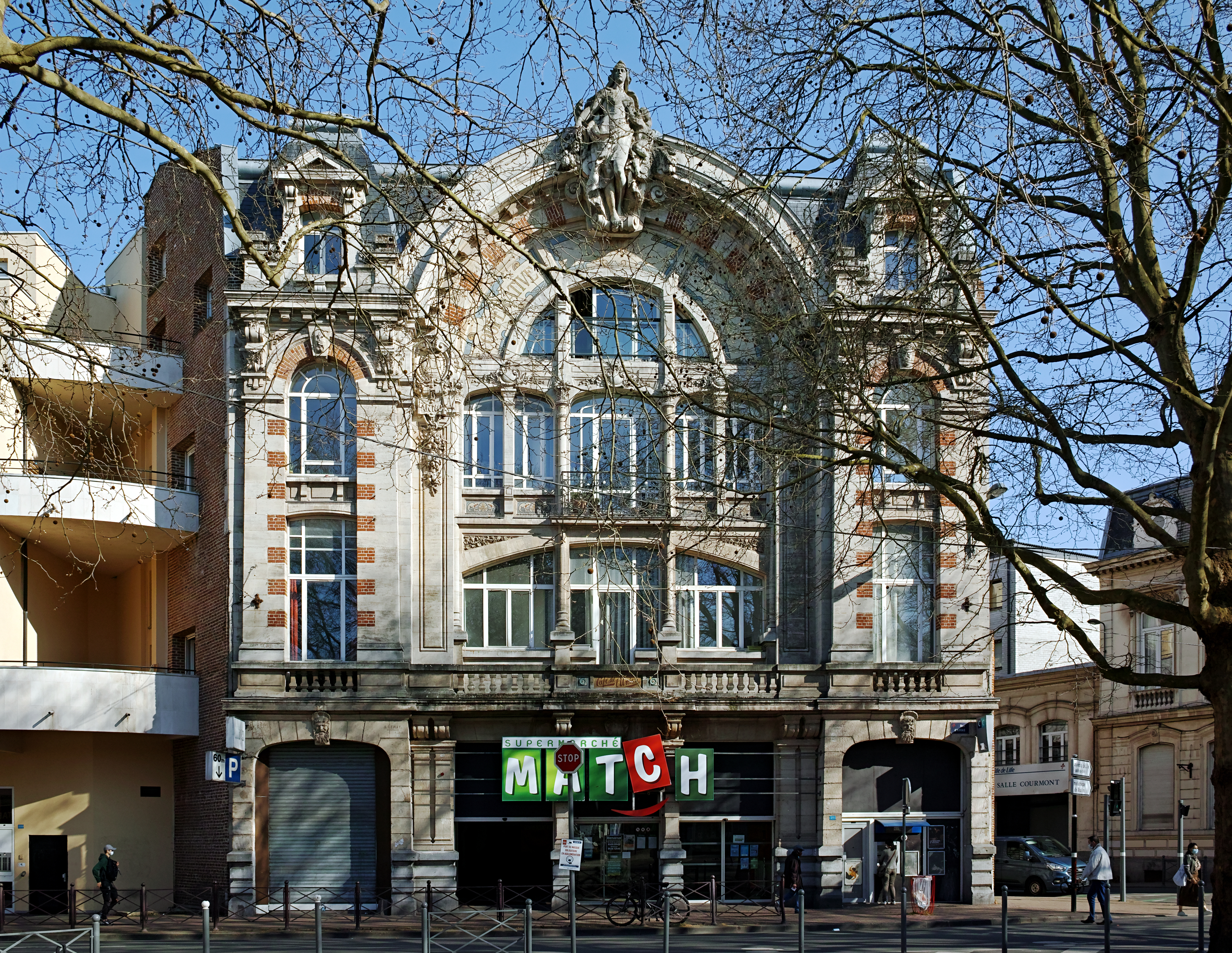
façade de l’ancienne Coopérative l'Union de Lille
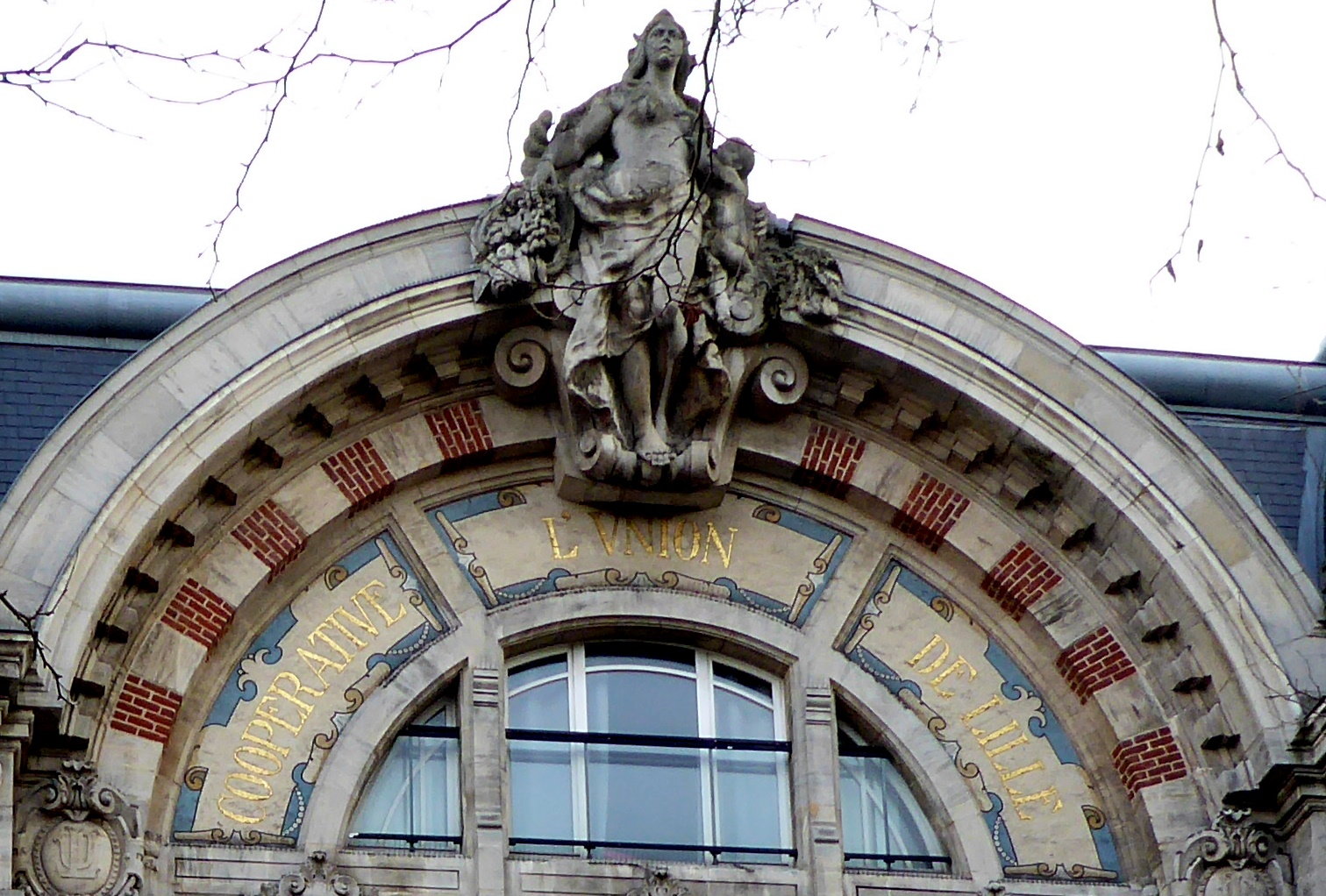
Haut de la façade
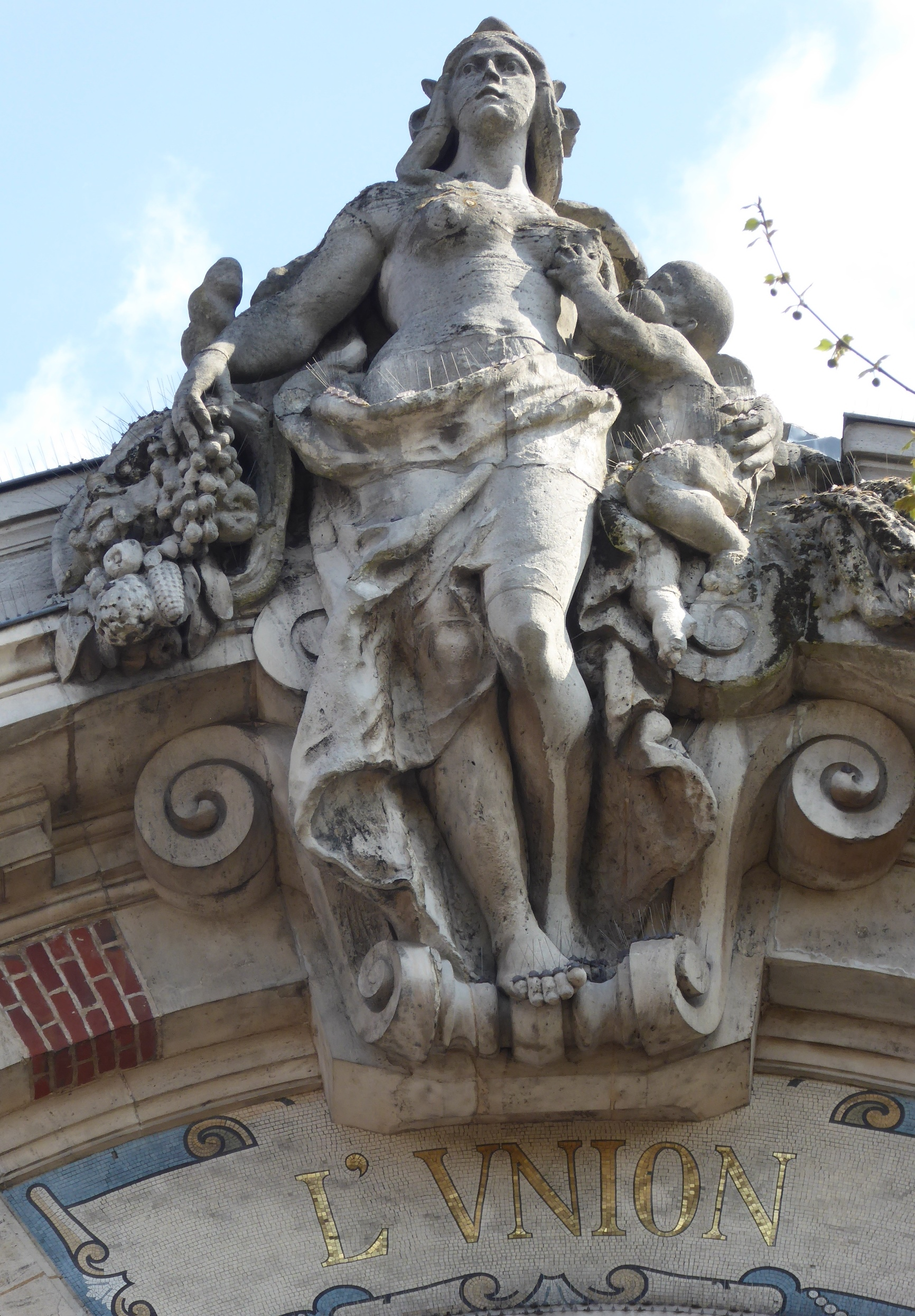
Statue au sommet. Allégorie de la République allaitant un enfant, symbole d'Humanité

### Hôtel Courmont

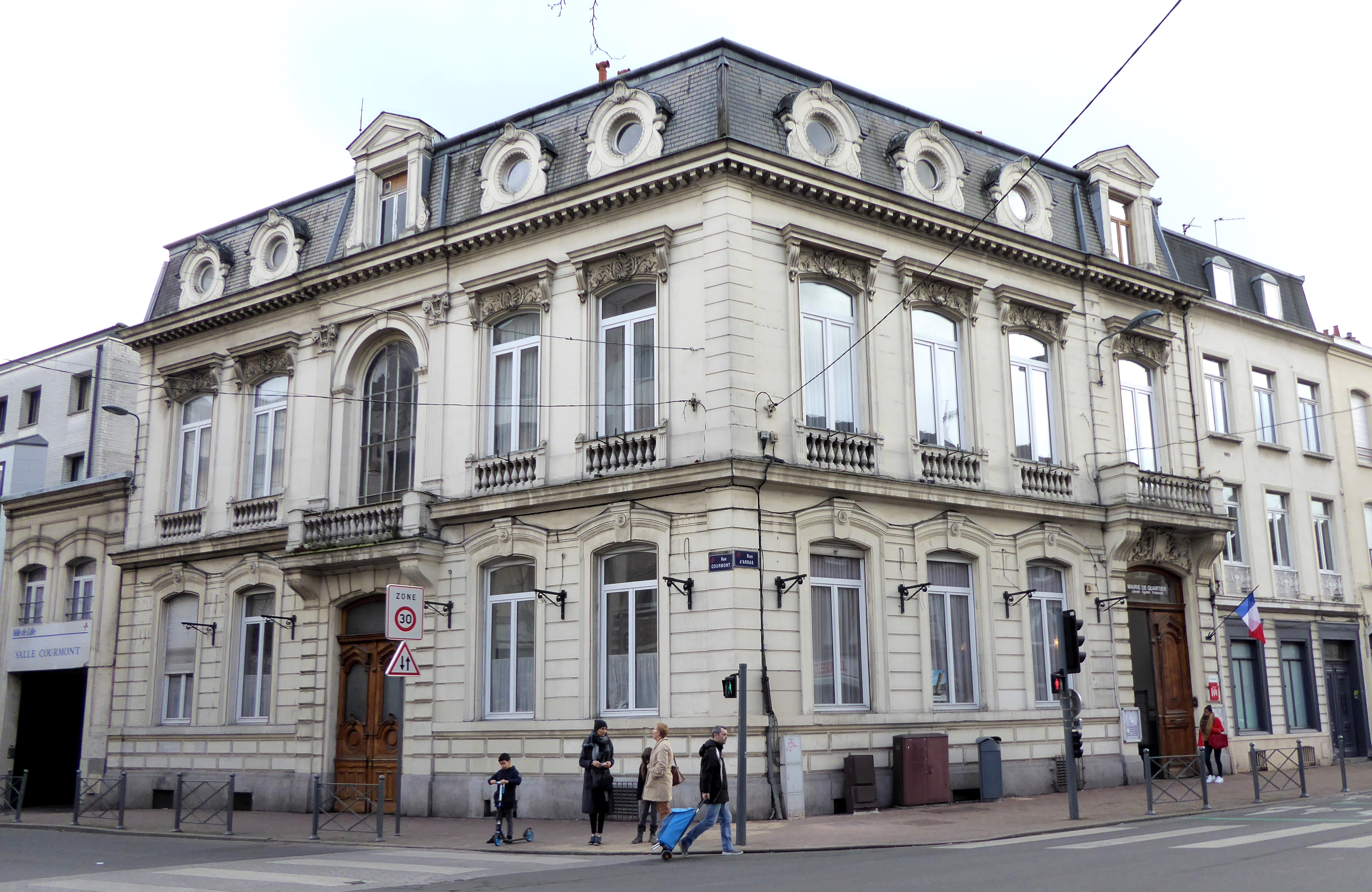
Hôtel Courmont

L’Hôtel Courmont fut construit en 1869 pour l’industriel Courmont qui possédait une filature de coton qui s’étendait derrière cette résidence jusqu’à la place Déliot.
La famille Courmont, l’une des plus anciennes d’ industriels de Moulins, est à l'origine de la création de la rue Courmont vers 1840 et y possédait plusieurs petites maisons ouvrières insalubres.
Avec la famille Crépelle (constructeur de machines à vapeur puis diesel et compresseurs rue de Valenciennes ayant pris la succession du fondateur de l'usine de la porte de Valenciennes Paul Le Gavrian), c’était l'un des rares industriels résidant dans le quartier.
Les plafonds sont décorés de fresques. Le grand salon est la salle des mariages de la mairie de Moulins.

#### Sur la rue d’Arras
- rue_d_arras.htm « la rue d’Arras » sur le site Lille d'antan
- rue d'Arras pages 31 à 39 dans promenades moulinoises

#### Sur l’Union de Lille
- sur le site de la CNT
- sur le site du journal La Brique
- sur le site du journal La Brique